# Talkalakh
Talkalakh hoặc Tel Kalah (tiếng Ả Rập: تلكلخ) là một thành phố ở phía tây Syria thuộc chính quyền của Thủ đô Homs là thủ phủ của quận Talkalakh ở phía bắc biên giới với Lebanon và phía tây của Homs. Theo Cục Thống kê Trung ương (CBS) Talkalakh có dân số 18.412 vào năm 2004. Cư dân của nó chủ yếu là người Hồi giáo Sunni, trong khi các ngôi làng xung quanh hầu hết là nơi sinh sống của người Alawites. Hầu hết cư dân Turkmen của thành phố đã bỏ trốn do cuộc nội chiến Syria đang diễn ra.
Người dân trong thành phố phụ thuộc vào thương mại và dịch vụ công cộng là nguồn thu nhập chính. Nó có sáu nhà thờ Hồi giáo và hai quảng trường nhỏ chính: Al Hurria và Al Saha Al Amma Squares.

## Lịch sử
Trong thời kỳ Ottoman, giữa thế kỷ 18 và 19, Talkalakh là quê hương của gia tộc Danadisha giàu có và có ảnh hưởng (cũng đánh vần là Dandashi). Họ cạnh tranh gay gắt với gia đình Hammadi và gia đình al-Jundi của Homs và Hama.

### Nội chiến Syria
Vào ngày 15 tháng 5 năm 2011, như một phần của cuộc nội chiến ở Syria, Quân đội Syria đã pháo kích Talkalakh để đáp trả các cuộc tấn công vào quân đội xảy ra một ngày trước đó trong thành phố. Bảy thường dân đã thiệt mạng và ít nhất 2.000 cư dân đã cố gắng chạy trốn khỏi thành phố vào Liban.
Một người dân cho rằng dân quân Shabiha đang nhắm vào cư dân Sunni, đảm bảo rằng "Thành phố Talkalakh vắng người. Hầu hết trong số họ đã trốn sang Liban,". Phần còn lại của cư dân Sunni tiếp tục phản đối chính phủ và tấn công các khu phố Alawite gần đó trong thành phố, để thể hiện sự tức giận của họ chống lại sự cai trị của Bashar al-Assad và chính phủ thống trị Alawite của ông, và quyết tâm của họ để lật đổ chính quyền thống trị Alawite.
Vào ngày 12 tháng 2 năm 2013, một báo cáo của CNN từ bên trong Talkalakh tiết lộ rằng chính thị trấn này nằm dưới sự kiểm soát của phiến quân, mặc dù các lực lượng chính phủ chỉ là một vấn đề cách xa, bao quanh thị trấn. Tuy nhiên, không có chiến đấu trong hoặc xung quanh thị trấn nhờ một lệnh ngừng bắn dai dẳng giữa các bên tham chiến được môi giới bởi một người theo đạo Hồi địa phương và một thành viên quốc hội Alawite. Lệnh ngừng bắn kết thúc vào tháng 6 năm 2013, khi các lực lượng chính phủ đánh đuổi phiến quân và chiếm quyền kiểm soát thị trấn.